# Antônio Guedes Muniz
Antonio Guedes Muniz (Maceió, Alagoas, 12 de junho de 1900 — 28 de junho de 1985) foi o pioneiro da indústria aeronáutica brasileira.

## Biografia

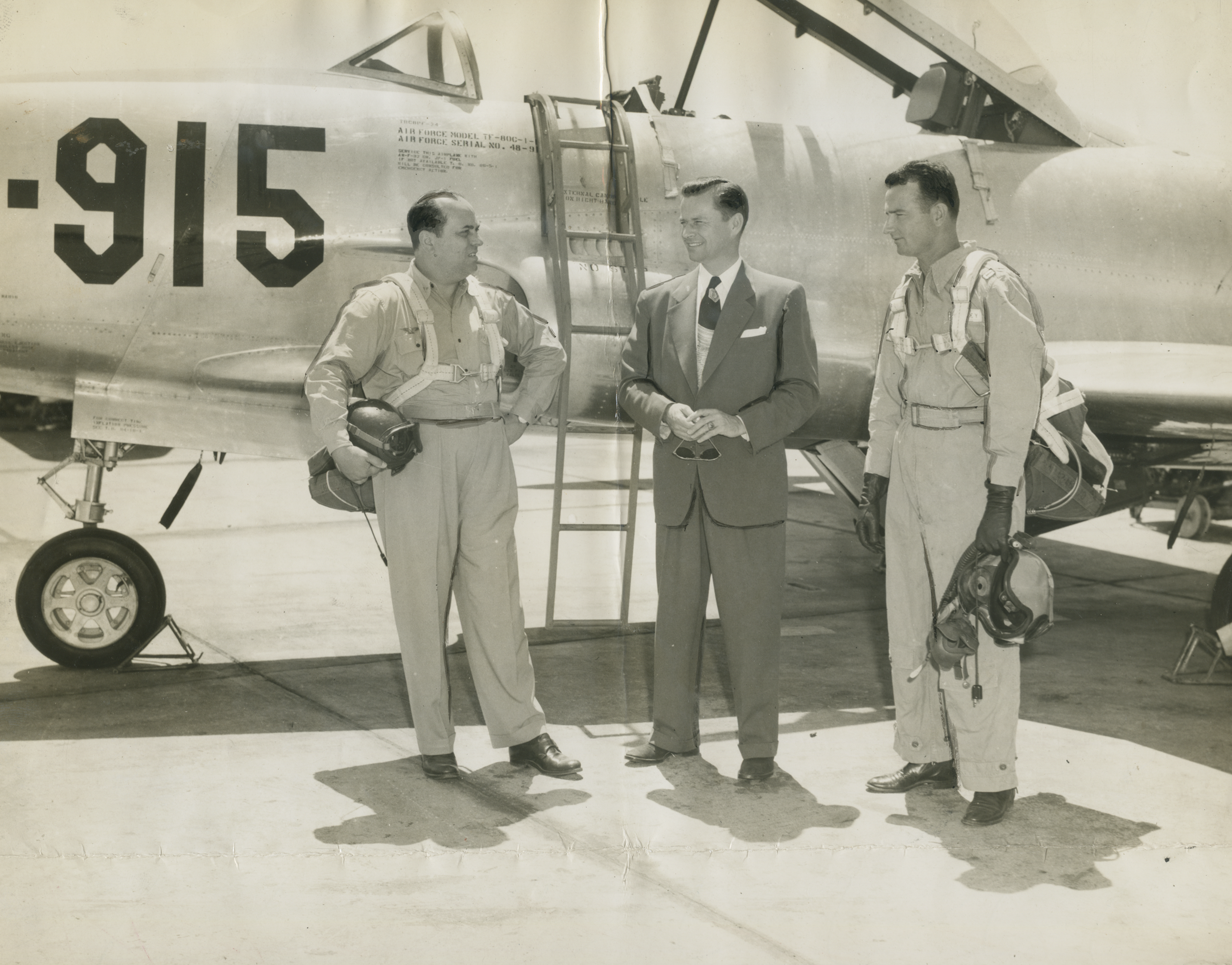
Antônio Guedes Muniz e Clyde Whaley.

Após passar por um colégio de padres, o jovem Muniz embacou para o Rio de Janeiro,onde ficou interno no Colégio Anglo-Brasileiro.
Ao terminar os preparatórios, inscreveu-se no concurso para a Escola Politécnica do Rio de Janeiro, sendo aprovado e matriculado em 1918. Em 18 de janeiro de 1921, saiu da escola como aspirante da Arma de Engenharia. Passou a servir na Companhia de Aviação da Arma de Engenharia, sediada em Marechal Hermes, cuja missão principal era a manutenção do Campo dos Afonsos, para ele completamente desconhecido, pois não possuía qualquer interesse pela Aviação. Isso mudou, quando, em abril de 1921, fez alguns voos em avião com o então capitão Marcos Evangelista da Costa Villela Junior, a convite deste.
Em 13 de janeiro de 1923 casou-se com Lúcia da Rocha e Silva. Nesse mesmo ano organizou e foi Chefe do Primeiro Serviço Meteorológico da Aviação Militar. Em agosto de 1925 partiu para a França a fim de cursar Engenharia Aeronáutica. Durante o curso projetou os aviões M-1, M-2, M-3, M-4 e M-5. Este último 5 foi construído em 1929 pela fábrica Caudron, tendo feito todos os seus voos de teste na França, sendo homologado pelo Serviço Técnico da Aeronáutica Francesa.
Em 1958 publicou o livro Um mundo mais humano.

## Promoções
Em 7 de setembro de 1922, exatamente no centésimo aniversário da Independência do Brasil, foi promovido a primeiro-tenente. Em 9 de fevereiro de 1928, tornou-se major; em 29 de março de 1934, tenente-coronel, e em 7 de setembro de 1938, coronel. Em 6 de abril de 1942, foi promovido a brigadeiro-do-ar, tendo sido o ofical mais novo elevado ao generalato.
Em 10 de dezembro de 1950, foi distinguido com a Ordem do Mérito Aeronáutico, grau de Grande Oficial